# Глотц, Гюстав
Гюста́в Глотц (фр. Gustave Glotz; 17 февраля 1862 года, Нижний Рейн, Франция — 16 апреля 1935 года, Париж) — французский историк античности, автор работ по экономической истории Греции.

## Биография
Родился в городе Хагенау (Агно) департамента Нижний Рейн во Франции.
Учился в Высшей нормальной школе в Париже. Ученик Фюстеля де Куланжа. Его преподавательская карьера историка началась сначала в Ангулеме, а затем в Нанси, он преподавал также в Париже в школах Мишле и Луи-ле-Гран. В 1907 году он сменил Поля Гиро в должности профессора греческой истории в Сорбонне.
С 1920 года член Академии надписей и изящной словесности, её президент в 1928 году.
Большим достижением французской историографии стал выпуск многотомной «Всеобщей истории» под его редакцией — монументальное издание в трёх частях, каждая из которых делилась на несколько томов, которые в свою очередь подразделялись на полутома — всего в 13 книгах. Она выходила в течение 16 лет с 1923 по 1939 годы, параллельно со знаменитой «Кембриджской древней историей». Часть первая, состоящая из двух томов, была посвящена истории Древнего Востока и написана известным египтологом А. Морэ. Вторая часть — «История Древней Греции» состояла из четырёх томов (в 5 книгах); её авторами были Р. Коэн, П. Руссель, П. Эймар, П. Коллар. Третья часть — «История Древнего Рима» включала четыре тома (восемь книг) и была составлена Э. Паисом, Г. Блоком, Ж. Каркопино, Л. Омо, М. Бенье и А. Пиганьолем. В работе были учтены все достижения науки на тот момент, данные раскопок и эпиграфические источники. Это издание считается одним из крупнейших явлений мировой историографии античности.
В основе «Всеобщей истории» — концепция, согласно которой основные принципы цивилизованного общества были выработаны именно в Греции, в частности в Афинах, а затем проявились при создании Римской империи. В книге даётся многогранное описание античного общества, включая его социально-экономические аспекты, в этом исследователи усматривают влияние «школы Анналов» на создателей «Всеобщей истории».
По теории Гюстава Глотца, первыми, кто переселился в Грецию, были полупастушеские племена с Балкан. Основой их общества являлся патриархальный клан, члены которого были потомками от общего предка, и все они поклонялись единому божеству. Союзы между несколькими такими кланами возникали в результате совместного объединения или военных действий.
Древнегреческий полис Глотц считал основным феноменом античной истории. Вопреки мнению исследователей того времени, он полагал, что формирование мира полисов как небольших городов-государств, определяется не только географическими условиями, так как и в Малой Азии, и в Италии, где природные условия отличаются от природных условий Греции, все же политической формой организации оставался полис.
С другой стороны, Гюстав Глотц отказывался и от идущего ещё от Фюстель де Куланжа представления о домашней религии как основном источнике развития политической организации античного общества. Он полагал, что взаимодействие трех основных компонентов определяет всю судьбу города-государства: индивида, семьи, города. Соответственно вся история города-государства делится на три периода: 1-й — город состоит из семей, которые сохраняют свою первоначальную организацию и свои права. Индивид в семье строго подчинен авторитету семьи и её коллективным интересам; 2-й — город подчиняет семью, призвав на помощь индивидов, освобожденных от подчинения ей; 3-й — дальнейшее развитие индивидуализма приводит к разрушению самого города, результатом чего становится необходимость возникновения более широкого и более мощного государства.
Гюстав Глотц провел различие между двумя фазами древнегреческого города: архаическая эпоха (1500—1400 до н. э.), соответствующая минойской цивилизации, с образованием в Греции первых городских центров, и дорического эпоха, характеризующаяся периодами хаоса и вторжений. Только укрепленные города и акрополи пережили этот период.
Отвергая различные концепции, Гюстав Глотц создает свою схему развития экономики древнегреческого мира. В «гомеровский» период происходит переход от пастушества к земледелию, от коллективной собственности на землю к частной, вокруг местных рынков возникают города — рождается «городская и торговая экономика». В архаическую эпоху развивается монетарная экономика, порождающая борьбу ремесленников и торговцев против землевладельческой аристократии, начинается торговая конкуренция различных центров. Наивысшего расцвета древнегреческая экономика достигает в эллинистическую эпоху, когда возникает мировой рынок. В сущности, это модернизаторская схема, построенная согласно «модели» перехода от европейского средневековья к капитализму. Однако в ней имеется одна черта, резко отличающая Глотца от немецких модернизаторов античности: признание, важнейшей роли рабства в истории Древней Греции. Глотц считает, что основным отличием древнегреческого общества от капиталистического было наличие рабов и именно это обстоятельство помешало возникновению «машинной индустрии». В силу этого развитие производства отставало от развития обмена.

## Центр Гюстава Глотца
Имя ученого присвоено исследовательскому объединению, работающему под эгидой Национального института истории искусства (INHA), Национального центра научных исследований (CNRS) и Университета Париж 1 Пантеон-Сорбонна. Центр Гюстава Глотца издает свой журнал (Cahiers du Centre Gustave Glotz), который с 1991 года стал ежегодным (включает в себя обзор древней истории, в основном специализирующийся на изучении институтов и социальных структур эллинистического и римского мира).

## Труды
- Всеобщая история (13 книг) (1923—1939)
- Сплоченности семьи в уголовном праве в Греции (1904)
- Социальные и правовые исследования по Древней Греции (1906)
- Труд в Древней Греции: Экономическая история древней Греции от гомеровского периода до римского завоевания (1920)
- Цивилизация Эгейского моря (1923)
- Греческие города (1928)